# Jerry Cantrell
Jerry Fulton Cantrell Jr., född 18 mars 1966 i Tacoma, Washington, USA, är en amerikansk musiker. Han är gitarrist och låtskrivare i Alice in Chains.

## Soloalbum
- 1998 – Boggy Depot
- 2002 – Degradation Trip
- 2002 – Degradation Trip Volumes 1 & 2• 2021 - Brighten